# Seix de Joanet
El Seix de Joanet és un paratge constituït per antics camps de conreu quasi del tot abandonats en l'actualitat del terme municipal de Conca de Dalt, a l'antic terme de Toralla i Serradell, al Pallars Jussà, en territori del poble de Rivert.
Està situat a l'extrem de llevant del territori de Rivert, a l'est de la Masia de Vilanova, a l'esquerra del barranc de Vilanova i a la dreta del barranc del Solà.